# زهرة الصقيع

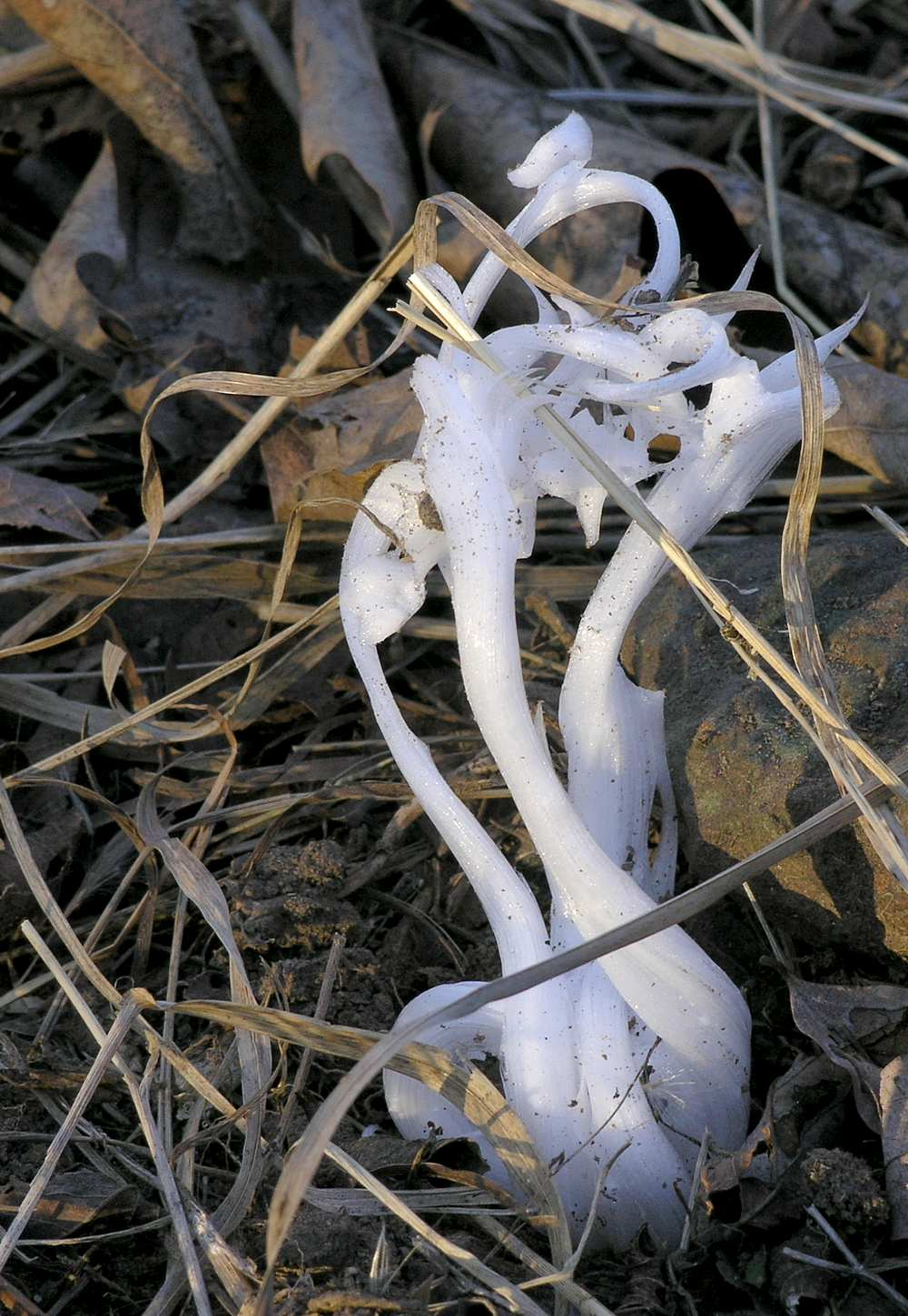
Frost flower in the Ozark Mountains, USA

زهرة الصقيع (بالإنجليزية: Frost flower) سميت كذلك لأنها تزهر في أوائل الشتاء مما يؤدي إلى تجمد أوراقها وتصبح مثل زهرة منحوتة من الجليد.

## مكان تواجدها
تم اكتشافها في جبال أوزراك في الولايات المتحدة الأمريكية

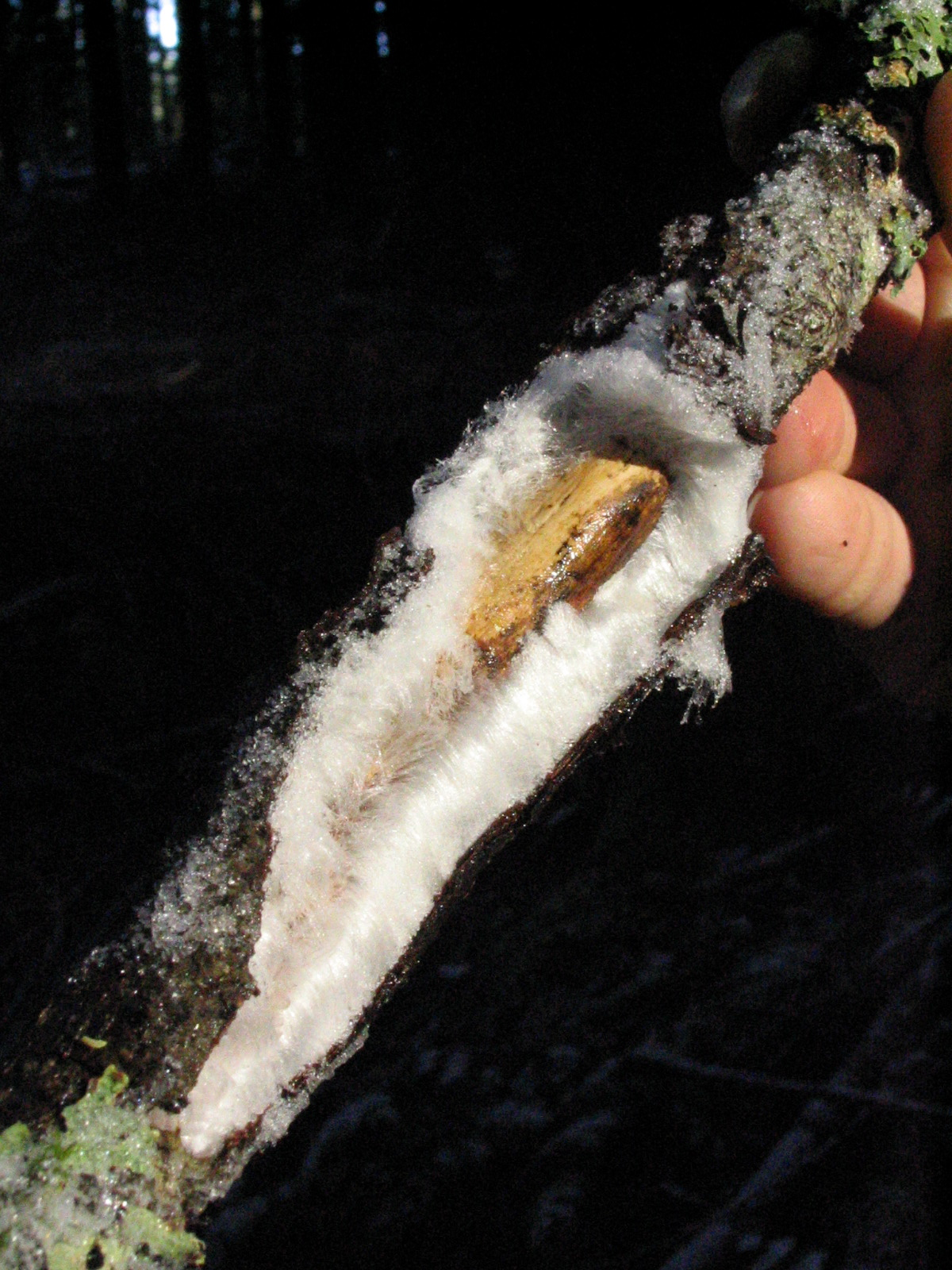
Example of the hydraulic power of capilliary freezing
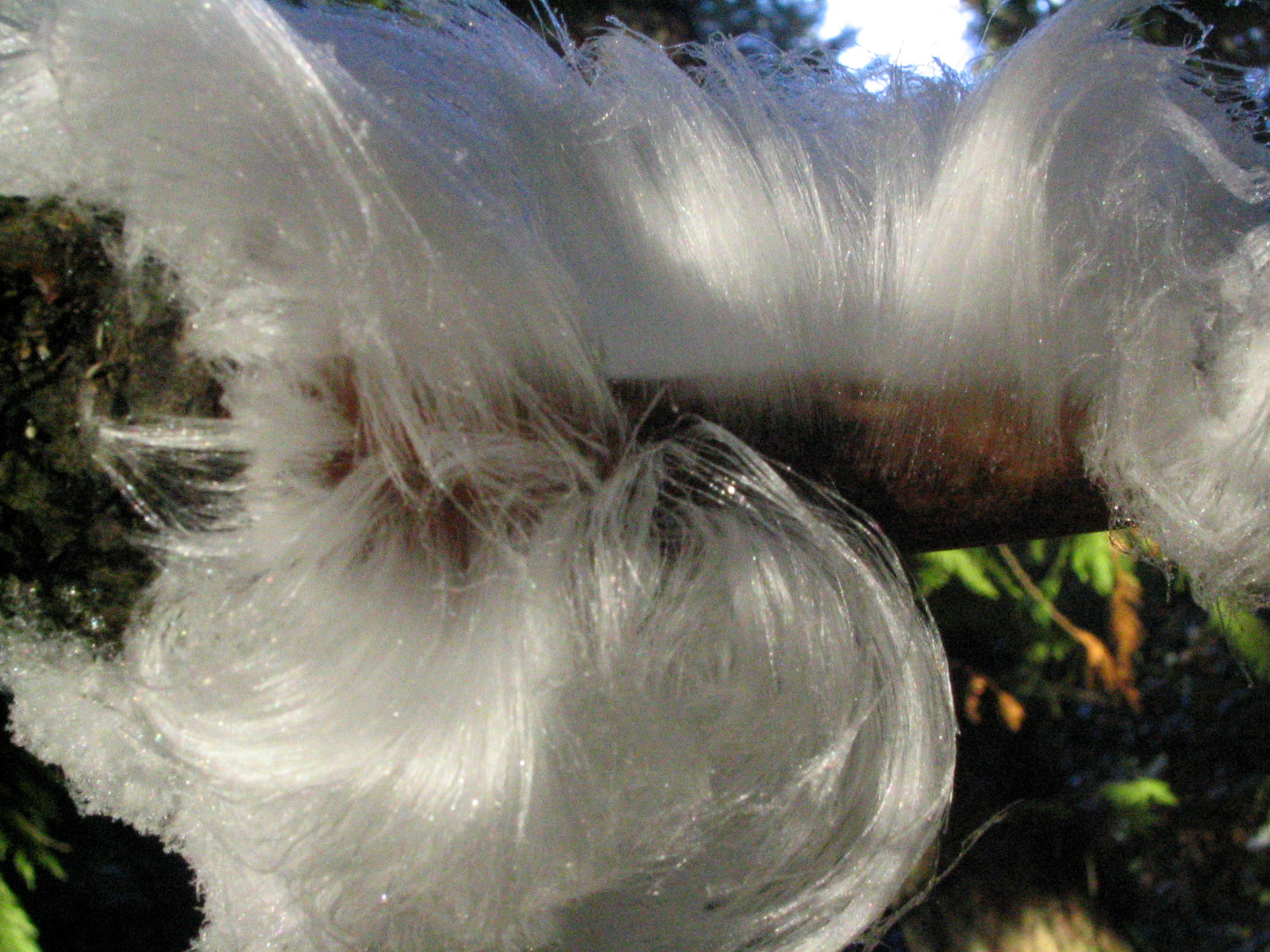
Detail of a frost flower ("frost beard")
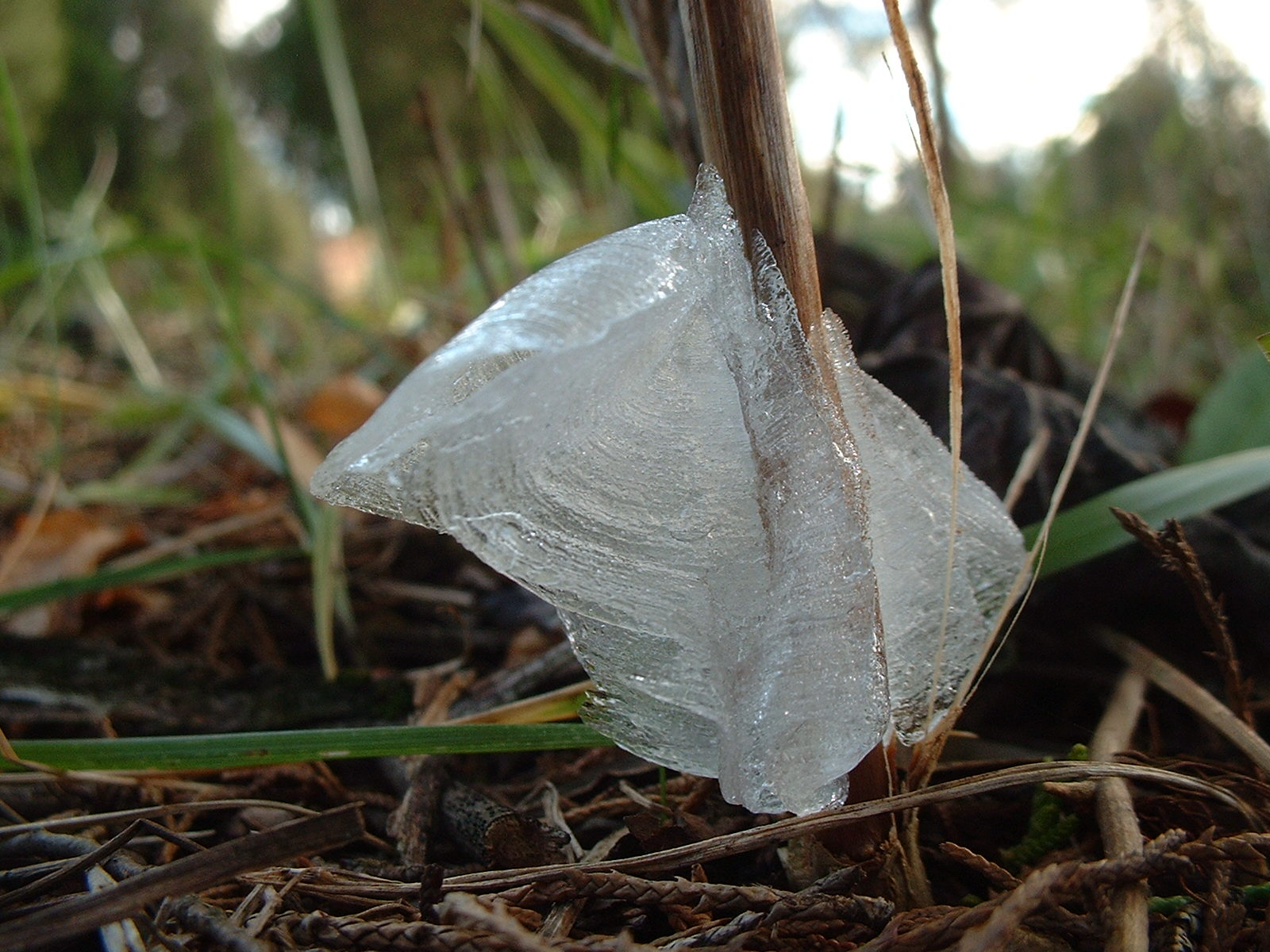
Frost Flower closeup

## وصلات خارجية
- Ice Ribbons in East Tennessee نسخة محفوظة 8 ديسمبر 2009 على موقع واي باك مشين.
- زهور الصقيع
- صور زهرة الصقيع
- - زهرة الصقيع (54 صورة) لوكسمبورغ. يناير 2010.
- Crystallofolia (‘Frost Flowers’), with Stems of Frostweed (Verbesina virginica) & Marsh Fleabane (Pluchea odorata)